# Orzare
Orzare è un verbo usato in ambito velico. Indica la manovra che consiste nel ruotare volontariamente l'asse longitudinale dell'imbarcazione (da poppa a prua) avvicinando la prua alla direzione da cui spira il vento. Il contrario di orzare è poggiare. 
L'aggettivo orziero indica la tendenza di una imbarcazione con abbrivio a orzare spontaneamente, ovvero ad avvicinare la prua alla direzione del vento. 

## Termini correlati
- andare all'orza
- stringere il vento

## Descrizione della manovra
In particolare la barca orza se: la barra del timone viene spinta lontano dalla direzione del vento, cioè verso il boma, si arretra il centro velico rispetto al centro di deriva, si sbanda l'assetto della barca sottovento e a poppa agendo sui pesi.
Tale manovra, in una imbarcazione con abbrivio, si compie generalmente agendo sul timone (elemento direzionale dell'imbarcazione), ma è possibile orzare anche agendo sulla regolazione delle vele, dei pesi, della deriva (se la barca è dotata di deriva mobile). 
Se il vento gira spontaneamente verso la prua dell'imbarcazione si dice che il vento dà scarso. In questo caso non si parla né di orzata, in quanto l'avvicinamento al vento non è volontario, né di barca orziera, in quanto non è la barca che ha deviato spontaneamente, ma il vento. 
In questa situazione la barca tenderà spontaneamente ad accostare sottovento (allontanando la sua direzione da cui proviene il vento): dopo una prima fase transitoria, la barca ripristina il proprio angolo al vento originario. La barca quindi non è in grado di orzare per effetto di un cambio della direzione del vento e non necessariamente un cambio di rotta della barca è determinato da un'orzata (o da una poggiata).

## Altri usi
Il termine è utilizzato anche per definire la capacità di una barca di navigare risalendo la direzione del vento. Una barca orza di più o stringe meglio il vento rispetto a un'altra barca se nelle stesse condizioni è in grado di navigare con un minor angolo rispetto al vento.